# Carlo De Marchi
Carlo De Marchi (Torino, 25 marzo 1890 – 1972) è stato un calciatore italiano, di ruolo mediano.
Talvolta è citato come Carlo Demarchi.

## Carriera

### Club
De Marchi esordì in campionato il 12 dicembre 1909 in Andrea Doria-Torino (3-1). Rimase a Torino per altre sei stagioni, inframmezzate dalla prima guerra mondiale, e si ritirò dopo il campionato del 1921-1922. La sua ultima partita in maglia granata fu Legnano-Torino (1-1) del 30 ottobre 1921.

### Nazionale
De Marchi venne convocato dal commissario tecnico Vittorio Pozzo per i Giochi olimpici di Stoccolma e lì il 29 giugno 1912 prese parte alla prima partita non amichevole giocata dalla Nazionale, la sconfitta per 3-2 ai tempi supplementari contro la Finlandia. Fu quella la sua unica gara in maglia azzurra.

## Statistiche

### Presenze e reti nei club
| Stagione        | Squadra         | Campionato      | Campionato | Campionato | Totale   | Totale |
| Stagione        | Squadra         | Campionato      | Presenze   | Reti       | Presenze | Reti   |
| --------------- | --------------- | --------------- | ---------- | ---------- | -------- | ------ |
| 1909-1910       | Torino          | PC              | 4          | 0          | 4        | 0      |
| 1910-1911       | Torino          | PC              | 14         | 0          | 14       | 0      |
| 1911-1912       | Torino          | PC              | 16         | 0          | 16       | 0      |
| 1912-1913       | Torino          | PC              | 5          | 0          | 5        | 0      |
| 1913-1914       | Torino          | PC              | 0          | 0          | 0        | 0      |
| 1914-1915       | Torino          | PC              | 12         | 0          | 12       | 0      |
| 1919-1920       | Torino          | PC              | 4          | 0          | 4        | 0      |
| 1920-1921       | Torino          | PC              | 2          | 0          | 2        | 0      |
| Totale Torino   | Totale Torino   | Totale Torino   | 57         | 0          | 57       | 0      |
| Totale carriera | Totale carriera | Totale carriera | 57         | 0          | 57       | 0      |

### Cronologia presenze e reti in Nazionale
| Cronologia completa delle presenze e delle reti in nazionale ― Italia | Cronologia completa delle presenze e delle reti in nazionale ― Italia | Cronologia completa delle presenze e delle reti in nazionale ― Italia | Cronologia completa delle presenze e delle reti in nazionale ― Italia | Cronologia completa delle presenze e delle reti in nazionale ― Italia | Cronologia completa delle presenze e delle reti in nazionale ― Italia | Cronologia completa delle presenze e delle reti in nazionale ― Italia | Cronologia completa delle presenze e delle reti in nazionale ― Italia |
| Data                                                                  | Città                                                                 | In casa                                                               | Risultato                                                             | Ospiti                                                                | Competizione                                                          | Reti                                                                  | Note                                                                  |
| --------------------------------------------------------------------- | --------------------------------------------------------------------- | --------------------------------------------------------------------- | --------------------------------------------------------------------- | --------------------------------------------------------------------- | --------------------------------------------------------------------- | --------------------------------------------------------------------- | --------------------------------------------------------------------- |
| 29/06/1912                                                            | Stoccolma                                                             | Finlandia                                                             | 3 – 2                                                                 | Italia                                                                | Olimpiadi 1912                                                        | -                                                                     |                                                                       |
| Totale                                                                |                                                                       | Presenze                                                              | 1                                                                     |                                                                       | Reti                                                                  | 0                                                                     |                                                                       |